# Torre dell'Ovo
La Torre dell'Ovo, o semplicemente Torre Ovo, è una torre edificata nel 1473, anno di emanazione dei Capitoli della Bagliva, nell'allora feudo di Maruggio, per difendere il paese dagli attacchi dei Saraceni. La torre attualmente è situata nel comune di Maruggio, al confine con il comune di Torricella, e dà il nome alla marina di quest'ultimo paese. È situata su una scogliera a picco sul mare alta 15 metri, detta Monte dell'Ovo.

## Storia
La torre Ovo fu costruita inizialmente dal ducato di Maruggio, per difendersi dai Saraceni.
La zona di torre Ovo fu invasa da molte popolazioni (normanni, germanici, spagnoli) per poi passare al regno delle Due Sicilie e infine al regno d'Italia. 
Questa torre fu utilizzata nella seconda guerra mondiale come torre d'avvistamento, per questo nella spiaggia si possono notare piccole torrette utilizzate in questa guerra.
Negli anni 60 si cercò di costruire un ristorante a fianco della torre, progetto mai completato. 
La torre non è attualmente visitabile, perché a richio crollo.

## Descrizione
La torre è una torre tipica del regno, di forma tronco-piramidale e a base quadrata. Le sue dimensioni sono 10,60 m x 10,80 m. Addossate alla sua struttura originaria, vi sono altre tre strutture costruite dopo.
Comunica ad ovest con Torre Canneto, in Marina di Lizzano e ad est con Torre Moline, in Campomarino di Maruggio.
Il suo mare custodisce i resti di una delle più antiche attività pescherecce del Mediterraneo, ovvero la tonnara, la pesca di tonni. La pesca dei tonni non viene più effettuata da circa 30 anni, tuttavia nei fondali di Torre Ovo possiamo rinvenire le antiche ancore che servivano da zavorra per le barche che gettavano le reti.
Nello specchio d'acqua sottostante la torre, quando il mare è calmo e limpido, si possono notare antichi blocchi megalitici con incise scritte greche. Inoltre lo specchio d'acqua sottostante alla torre è molto importante per via della Prateria Pietrificata, la quale è un insieme di monoliti, molti dei quali in posizione eretta. Si tratta del risultato di una diversa resistenza all'erosione di porzioni differenti della roccia sedimentaria. Quando qui vi era un fondale sabbioso, degli organismi hanno rimaneggiato e compattato il sedimento all'interno delle gallerie che scavavano. Sono proprio queste vie di scavo che hanno resistito all'azione erosiva e il risultato è un "prato" di bastoncelli che richiamano alla mente una prateria.
Oggi la torre è in pericolo di crollo a causa della noncuranza degli enti locali.